# Henry C. Hansbrough

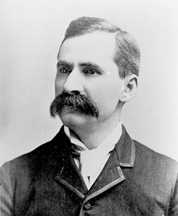
Henry C. Hansbrough

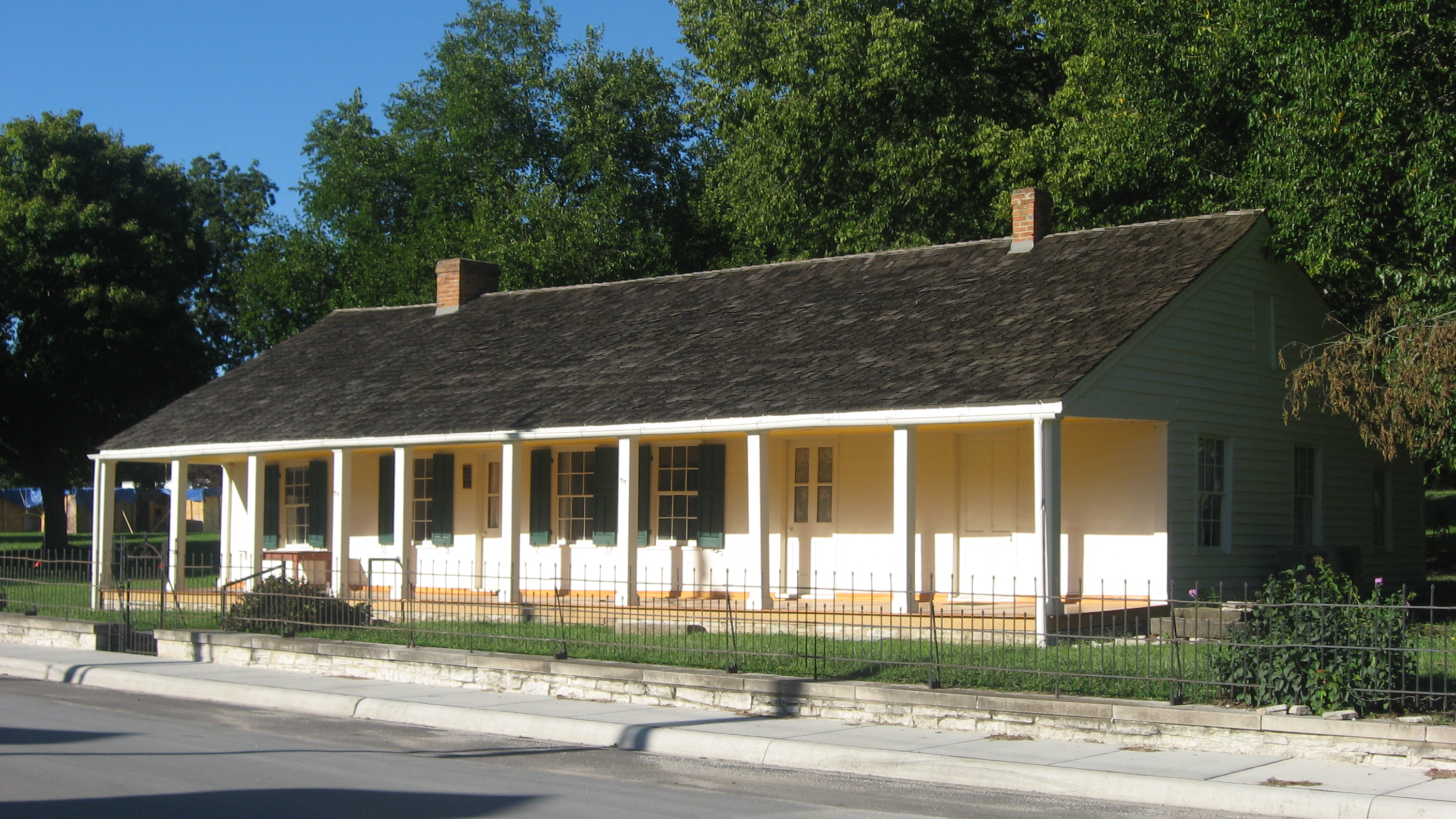
Hansbroughs Geburtsort, das Creole House.

Henry Clay Hansbrough (* 30. Januar 1848 bei Prairie du Rocher, Randolph County, Illinois; † 16. November 1933 in Washington, D.C.) war ein US-amerikanischer Politiker (Republikanische Partei), der den Bundesstaat North Dakota in beiden Kammern des Kongresses vertrat.
Henry Clay Hansbrough wurde nach dem ehemaligen US-Außenminister Henry Clay benannt, der Gast bei der Hochzeit seiner Eltern war und diesen vorschlug, ihrem ersten Sohn seinen Namen zu geben. Nach dem Besuch der öffentlichen Schulen zog er 1867 nach San José in Kalifornien, wo er das Druckerhandwerk erlernte und auch im kaufmännischen Bereich tätig war. Nach einem Aufenthalt in Wisconsin ließ er sich schließlich im Dakota-Territorium nieder. Dort rief er mit den Grand Forks News (1881) und dem Inter-Ocean at Devils Lake (1883) zwei Zeitungen ins Leben.
In Devils Lake begann auch Hansbroughs politische Karriere mit dem Amt des Bürgermeisters zwischen 1885 und 1888. Von 1888 bis 1896 war er Mitglied des Republican National Committee. Nach der Aufnahme North Dakotas in die Union wurde er zum ersten Vertreter des neuen Bundesstaates im US-Repräsentantenhaus gewählt, wo er vom 2. November 1889 bis zum 3. März 1891 verblieb. Er bewarb sich nicht um die Wiederwahl und kandidierte stattdessen als US-Senator. Nach erfolgreicher Wahl und mehreren Bestätigungen gehörte er dem Senat zwischen dem 4. März 1891 und dem 3. März 1909 an; ein weiterer Anlauf zur Wiederwahl scheiterte. Im Kongress war er unter anderem Vorsitzender des Ausschusses für die Kongressbibliothek.
Nach seinem Ausscheiden aus dem Senat ging Henry Hansbrough wieder seinen geschäftlichen Betätigungen in Devils Lake sowie in Florida und New York nach. Von 1927 bis zu seinem Tod lebte er wieder in Washington. Nach seiner Kremation wurde Hansbroughs Asche unter einer Ulme auf dem Gelände des Kapitols verstreut.